# Jeanne Mockford
Jeanne Mary Mockford (Londres, 15 de marzo de 1926 – 16 de noviembre de 2018) fue una actriz británica, conocida por su aparición en la serie de televisión de 1969–70 Up Pompeii!.
Hizo apariciones especiales en series como The Bill, Doctors, Bedsitcom, My Hero, Keeping Up Appearances, Last of the Summer Wine, The Mighty Boosh y Casualty. También hizo el papel de madre de Kenny Craug en Little Britain y apareció en películas como Fourplay (2001) y Hellboy 2: El Ejército Dorado (2008).
Mockford vivió los últimos años en Denville Hall, una casa retiro de actores, donde se le diagnosticó demencia. Murió en noviembre de 2018 a los 92 años.